# Aeroportul Memanbetsu
Aeroportul Memanbetsu (IATA: MMB, ICAO: RJCM) este un aeroport din Ozora⁠(d), Okhotsk Subprefecture⁠(d), Prefectura Hokkaidō, Japonia ce deservește zona Ozora⁠(d). Aeroportul a fost tranzitat în decembrie 2020 de 21.860 de pasageri. A fost deschis în 1985.
Situat la o altitudine de 33 m, aeroportul dispune de o singură pistă.